# Interkantonale Vereinbarung über die Harmonisierung der Baubegriffe
Die Interkantonale Vereinbarung über die Harmonisierung der Baubegriffe (IVHB) ist ein Konkordat zwischen Kantonen, welches Baubegriffe und Messweisen vereinheitlicht. Die Harmonisierung soll das Bau- und Planungsrecht für die Schweizer Wirtschaft und Bevölkerung vereinfachen.

## Ausgangslage
Das Bau(ordnungs)recht  ist in der Schweiz sowohl kantonal als auch kommunal geregelt. Es finden sich über 140.000 Gesetzes- und Verordnungsartikel im Bau- und Planungswesen. So wurde bis dahin die Gebäudehöhe 26 Mal unterschiedlich definiert. Um diesem Regelungswirrwarr ein Ende zu setzen, lancierte die Schweizerische Bau-, Planungs- und Umweltdirektoren-Konferenz (BPUK) 2005 die IVHB. In Kraft getreten ist diese anlässlich der Gründungsversammlung vom 26. November 2010. Für den Vollzug der IVHB ist das «Interkantonale Organ über die Harmonisierung der Baubegriffe» (IOHB) verantwortlich. Das IOHB besteht aus den Konkordatskantonen, welche gleichzeitig Mitglieder der BPUK sind.

## Baubegriffe
Das Konkordat umschreibt 30 formelle Baubegriffe und Messweisen einheitlich, die 8 Regelungsgegenstände beschreiben:
1. Terrain (Massgebendes Terrain)
2. Gebäude (Gebäude, Kleinbauten, Anbauten, unterirdische Bauten, Unterniveaubauten)
3. Gebäudeteile (Fassadenflucht, Fassadenlinie, projizierte Fassadenlinie, vorspringende Gebäudeteile, rückspringende Gebäudeteile)
4. Längenbegriffe, Längenmasse (Gebäudelänge, Gebäudebreite)
5. Höhenbegriffe, Höhenmasse (Gesamthöhe, Fassadenhöhe, Kniestockhöhe, lichte Höhe)
6. Geschosse (Vollgeschosse, Untergeschosse, Dachgeschosse, Attikageschosse)
7. Abstände und Abstandsbereiche (Grenzabstand, Gebäudeabstand, Baulinien, Baubereich)
8. Nutzungsziffern (anrechenbare Grundstücksfläche, Geschossflächenziffer, Baumassenziffer, Überbauungsziffer, Grünflächenziffer)

## Anwendung
Durch die IVHB erfolgt ausschliesslich eine formelle Harmonisierung: Begriffe und Messweisen werden definiert, ohne jedoch die genauen Masse festzulegen. Die Frage zum Beispiel, wie hoch ein Haus effektiv gebaut werden darf, bestimmen die Kantone bzw. Gemeinden auch zukünftig selber. Die entsprechenden Regeln der IVHB gelten nicht unmittelbar, sondern müssen von den Beitrittskantonen ins kantonale bzw. kommunale Recht umgesetzt werden.
Die beteiligten Kantone sind verpflichtet, die vereinheitlichten Baubegriffe und Messweisen zu übernehmen, soweit sie angewendet werden oder werden sollen. Es dürfen keine ergänzenden Baubegriffe und Messweisen definiert werden, die den vereinheitlichten Regelungsgegenständen widersprechen, mit Ausnahme der Geschossflächenziffer. Statt der Geschossflächenziffer kann eine andere Nutzungsziffer verwendet werden.

## Beitritte
Anfang 2025 waren 17 Kantone Teil des Konkordats: Aargau, Appenzell Innerrhoden, Bern, Basel-Landschaft, Freiburg, Graubünden, Jura, Luzern, Neuenburg, Nidwalden, Obwalden, Schaffhausen, Solothurn, Thurgau, Wallis, Uri, Zug. Der Kanton Schwyz war zwischenzeitlich Mitglied und ist im Jahr 2022 wieder ausgetreten. Auch der Kanton Zürich ist nicht Teil des Konkordats, das Zürcher Kantonsparlament lehnte 2015 einen Beitritt zum Konkordat ab. Trotz fehlendem Beitritt hat sich der Kanton Zürich im Jahr 2017 entschieden, die Harmonisierung umzusetzen.

## Bundesbauharmonisierungsgesetz
Von Parlamentariern aus unterschiedlichen Parteien gibt es Vorstösse für ein Bundesbauharmonisierungsgesetz. Mit einer solchen Bundesregelung müssten die Kantone einen Eingriff in eine ihrer traditionellen verfassungsmässigen Kompetenzen, das Baurecht, hinnehmen. Der Erlass eines Bundesbauharmonisierungsgesetzes würde eine Änderung der Bundesverfassung erfordern.